# Typengenehmigung (Bau)

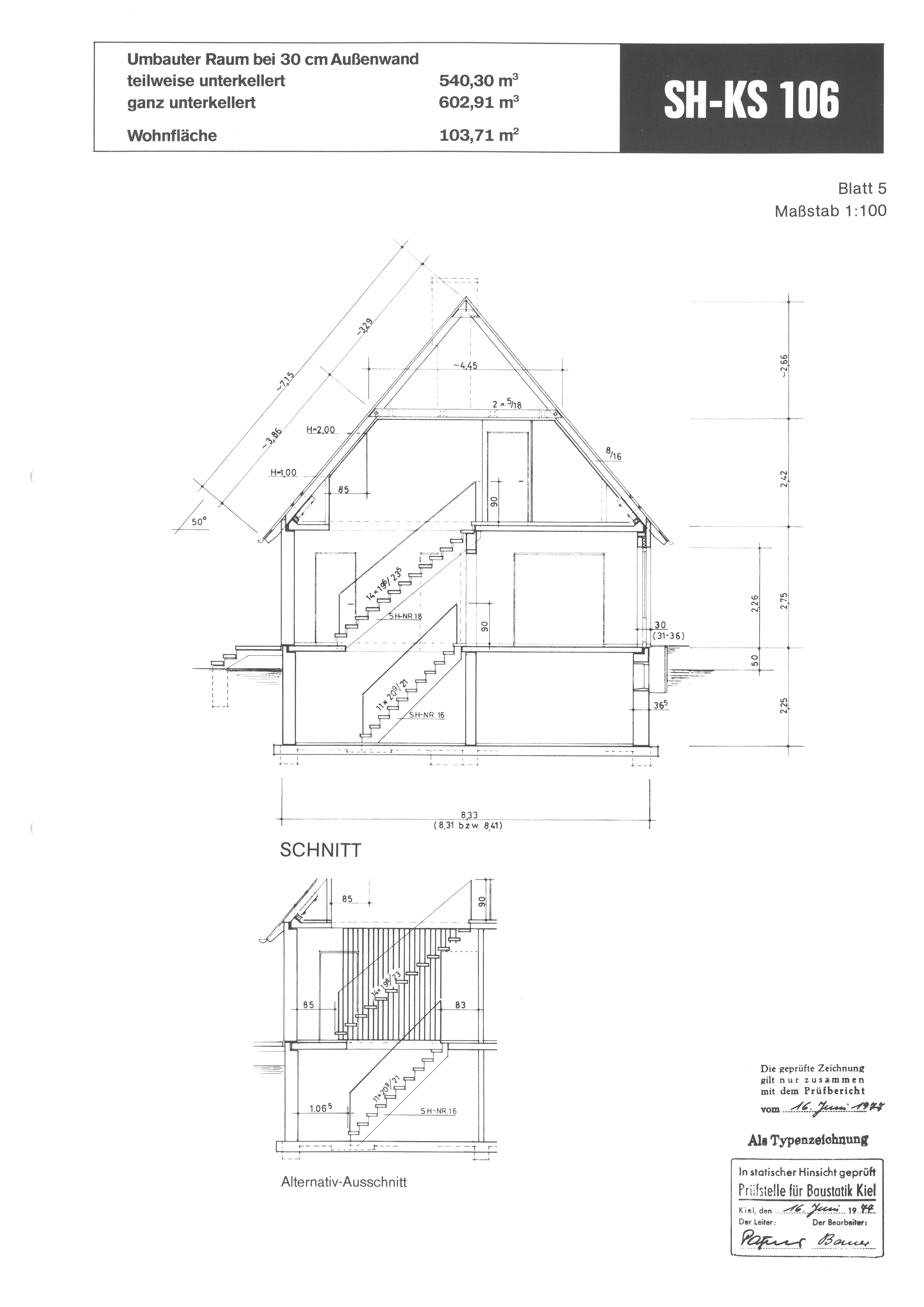
Auszug (Schnittzeichnung) aus der Typenstatik und Typengenehmigung des Typenbaus der Arbeitsgemeinschaft für zeitgemäßes Bauen e.V. für den Kleinsiedlungstyp "SH KS 106" von 1977

Typengenehmigungen sind als Verwaltungsvereinfachung für bauliche Anlagen gedacht, die in derselben Ausführung an mehreren Stellen errichtet werden sollen. In den Landesbauordnungen der meisten Bundesländer war die Typengenehmigung früher enthalten. In einigen Bundesländern wurden sie sehr intensiv genutzt, so wurden z. B. in Schleswig-Holstein ca. 75.000 Typenbauten der Arbeitsgemeinschaft für zeitgemäßes Bauen e.V. bis 1996 mit Typenplanung, Typenstatik und Typengenehmigung errichtet. Typengenehmigungen anderer Bundesländer wurden (und werden) untereinander anerkannt.
Die Bedeutung der Typengenehmigung schwand, unter anderem aufgrund des nachlassenden Drucks auf den Wohnungsmärkten Anfang der 2000er Jahre und wurde zuletzt nur noch z. B. von Fertighaus- oder Windkraftanlagen-Herstellern verwendet. So wurde die Typengenehmigung nach und nach aus den Landesbauordnungen bei anstehenden Novellierungen entfernt.
Mit zunehmenden Bau- und Bauwerkskostensteigerungen wurde das Interesse vereinfachter Zulassungsverfahren, insbesondere für Serielle Bauweisen oder Typenbauten für das Segment des Bezahlbaren Wohnraums in der Fachdiskussion wieder geweckt.

## Typengenehmigung aktuell
Am 22. Februar 2019 hat die bundesdeutsche Bauministerkonferenz die Aufnahme der Typengenehmigung für bauliche Anlagen in die Musterbauordnung (MBO) beschlossen.
Im neuen § 72a MBO wird geregelt, dass bauliche Anlagen, die in derselben Ausführung an mehreren Stellen errichtet werden sollen, auf Antrag durch die nach Landesrecht zuständige Behörde eine Typengenehmigung erteilt werden kann, wenn die baulichen Anlagen oder Teile von baulichen Anlagen den Anforderungen nach diesem Gesetz oder aufgrund dieses Gesetzes erlassenen Vorschriften entsprechen. Eine Typengenehmigung kann auch für bauliche Anlagen erteilt werden, die in unterschiedlicher Ausführung, aber nach einem bestimmten System und aus bestimmten Bauteilen an mehreren Stellen errichtet werden sollen. Für "Fliegende Bauten" kann eine Typengenehmigung nicht erteilt werden.
Typengenehmigungen entbinden nicht von der Verpflichtung, dass trotzdem ein bauaufsichtliches Verfahren durchgeführt werden muss. In diesem müssen dann nur die bereits in der Typengenehmigung entschiedenen Fragen von
der Bauaufsichtsbehörde nicht mehr geprüft werden.
Einige Bundesländer haben bereits beschlossen, wenn sie nicht (wie z. B. Hamburg) bereits die Typengenehmigung (noch) in ihrer Landesbauordnung (wie zum Beispiel Schleswig-Holstein bis zum Jahr 2009) diese (wieder) einzuführen. Mit diesem Instrument soll die Errichtung von Typisierten  Gebäuden oder die Anwendung modularer oder serieller Bauweisen (insbesondere im Wohnungsbau) befördert werden.